# Neonaticídio
Neonaticídio é o ato deliberado de um pais assassinando o próprio filho durante as primeiras 24 horas de vida. Como substantivo, a palavra "neonaticídio" também pode se referir a qualquer pessoa que pratique ou tenha praticado esse ato.
Neonaticídio é relativamente raro em países desenvolvidos, mas a maioria desses assassinatos permanece em segredo: 
"...todo ano, centenas de mulheres cometem neonaticídio: elas matam seus recém-nascidos ou os deixam morrer. A maioria dos neonaticídios permanece sem ser descoberta, mas de vez em quando um zelador segue uma trilha de sangue até um corpinho em uma lixeira, ou uma mulher desmaia e os médicos encontram os restos de uma placenta dentro dela."Original (em inglês): The New York Times, 1997— Steven Pinker (em inglês)
Neonaticídio é cometido muito mais frequentemente por mães do que por pais; o infanticídio também é mais provável ser cometido por mães do que por pais. Um estudo de 1999 do Departamento de Justiça dos Estados Unidos concluiu que, entre 1976 e 1997 nos Estados Unidos, as mães foram responsáveis por uma parcela maior das crianças mortas durante a infância, enquanto os pais eram mais propensos a ser responsáveis pelos assassinatos de crianças de oito anos ou mais.

## Estatísticas
90% das mães neonaticidas têm 25 anos ou menos. Menos de 20% são casadas. Menos de 30% apresentam quadro psicótico ou depressivo. Elas geralmente negam ou ocultam a gravidez desde a concepção.
45% de todos os homicídios de crianças ocorrem nas primeiras 24 horas de vida, podendo ser classificados como neonaticídio. No período de 1982–1987, aproximadamente 1,1% de todos os homicídios envolveram crianças com menos de um ano de idade. Entre 8% e 9% de todos os assassinatos são de pessoas com menos de 18 anos. Dessas vítimas, quase o dobro são meninos em comparação às meninas. Em metade dos casos, a morte ocorre literalmente "pelas mãos" do progenitor. Armas quase nunca são usadas em neonaticídio. Afogamento, estrangulamento, trauma craniano, sufocação e exposição aos elementos são métodos comuns.

## Legislação atual

### Polônia
O artigo 149 do Código Penal da Polônia estipula que a mãe que mata seu filho durante o trabalho de parto, enquanto sob a influência do curso do parto, é punida com reclusão de três meses a cinco anos.

### Romênia
O novo Código Penal da Romênia, em vigor desde 2014, resolveu as questões do Código anterior, cujos dispositivos eram vagos. O artigo 200 do novo Código Penal estipula que a mãe que, em estado de perturbação mental, mata seu recém-nascido nas primeiras 24 horas será punida com reclusão de um a cinco anos.

### Rússia
O artigo 106 do Código Penal da Rússia estipula que a mãe que mata seu filho recém-nascido durante ou logo após o parto, ou em situação de trauma psicológico ou transtorno mental que não alcance a insanidade, sofre pena de privação de liberdade de dois a quatro anos ou reclusão de até cinco anos.

### Estados Unidos
Nos Estados Unidos, o homicídio de uma criança após o nascimento é ilegal. Pela Lei de Proteção de Bebês Nascidos Vivos de 2002, considera-se mãe de um recém-nascido com vida qualquer mulher cujo filho apresente sinais de vida — respiração, batimentos cardíacos, pulsação do cordão umbilical ou movimento muscular voluntário — independentemente da idade gestacional. Apesar de diretrizes médicas recomendarem a não ressuscitação de recém-nascidos com chances quase nulas de sobrevivência e permitir discricionariedade dos pais quando a chance seja marginal, qualquer criança com mais do que chances marginais de sobreviver que seja deixada morrer será considerada vítima de infanticídio ou neonaticídio.

## História
Uma das referências mais antigas a filicídio (homicídio de um filho por um dos pais) está na Mitologia grega. Na tragédia Medeia, Eurípides retrata Medeia matando seus dois filhos depois que Jasão a abandonou, dando origem ao que foi denominado Complexo de Medeia. Sob o Direito romano, a patria potestas, o direito do pai de matar seus próprios filhos, era protegido. Somente no século IV o Estado romano, influenciado pelo Cristianismo, passou a considerar o filicídio um crime. Ainda assim, mães que matavam seus bebês ou recém-nascidos recebiam penas mais brandas, tanto na Igreja quanto no Estado.
A Igreja tratou com mais leniência os casos de morte por sobreposição, sufocamento acidental quando um dos pais adormecia sobre o bebê. Essas opiniões podem refletir uma das primeiras tentativas de a sociedade compreender o grave problema do crescimento populacional e da superlotação. Na Inglaterra, o infanticídio sempre foi visto como um "crime especial", com a primeira Infanticide Act aprovada em 1623 sob a dinastia Stuart e, mais recentemente, pelas Infanticide Acts de 1922 e 1938. A Infanticide Act de 1978 permitiu penas menores para tentativa de infanticídio. Ao contrário da Inglaterra e de outros países europeus, os Estados Unidos não adotaram leis específicas para infanticídio ou neonaticídio. No entanto, juízes e jurados têm levado em conta as dificuldades e o estresse materno no pós-parto ao proferir vereditos e penas.

## Tempos modernos

### Austrália
Em junho de 2016, foi relatado que 27 bebês nasceram em hospitais de Queensland em 2015, mas depois morreram por não receberem cuidados. Isso também ocorreu já em 2007 em Vitória, onde 52 bebês nasceram vivos após abortos tardios malsucedidos com acusações de que alguns foram "simplesmente colocados em uma prateleira e deixados para morrer". Isso é geralmente reconhecido como enquadrado na definição de infanticídio em Vitória e em outros estados.

## Aspectos culturais

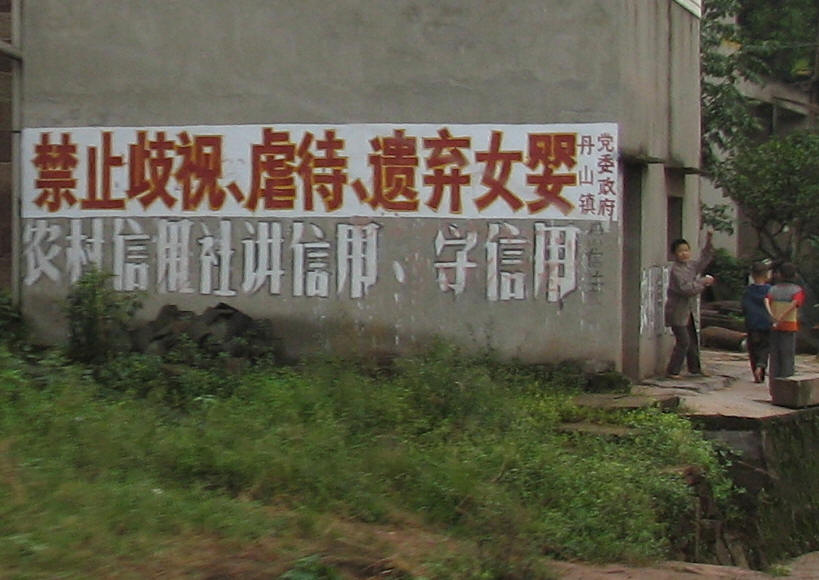
Uma placa na beira da estrada em Sichuan: "É proibido discriminar, abusar ou abandonar meninas recém-nascidas."

Os chineses, até o século XX, cometiam infanticídio feminino porque as meninas não transmitiam o sobrenome da família. Além disso, eram vistas como mais fracas e menos úteis em guerras ou no trabalho agrícola. No passado, os Inuit matavam bebês com anomalias congênitas conhecidas e, frequentemente, um dos gêmeos. Da mesma forma, os povos Mohave matavam todas as crianças de ascendência racial mista ao nascer.
Em um artigo de 1981, Sakuta e Saito revisaram o infanticídio no Japão e descreveram dois tipos distintos: o tipo Mabiki, correspondente ao antigo método de "redução populacional"; e o tipo Anomia, produto da sociedade moderna, correspondente ao "filho indesejado".

## Prevenção
Vários estudos avaliaram fatores de risco para homicídio de crianças com o objetivo de preveni-lo.
O parto anônimo, sistema em que mães podem dar à luz em hospital gratuitamente sem identificação, mostrou-se eficaz na redução de neonaticídios reportados pela polícia na Áustria.

### Casas de entrega anônima de bebês
Na Idade Média e nos séculos XVIII e XIX, usava-se o sistema de roda dos expostos, onde mães podiam deixá-los anonimamente para serem acolhidos. Nos dias atuais, sistemas de casas de entrega anônima de bebês foram introduzidos em hospitais e outros locais para permitir que mães deixem seus filhos.
As casas geralmente ficam em hospitais, centros sociais ou igrejas, consistindo de uma porta ou escotilha em uma parede externa que se abre para um berço acolchoado, aquecido ou isolado. Sensores no berço alertam os cuidadores quando um bebê é colocado, para que possam acolhê-lo. Na Alemanha, os bebês ficam sob cuidado por oito semanas, durante as quais a mãe pode retornar e reivindicá-los sem repercussões legais. Se isso não ocorrer, após oito semanas a criança é disponibilizada para adoção.[carece de fontes?]